# Rockestra Theme
Rockestra Theme ist ein Instrumentallied der britischen Musikgruppe Wings, das 1979 in Frankreich und den Niederlanden als Single A-Seite veröffentlicht wurde. Komponiert wurde es von Paul McCartney.

## Hintergrund
Vom 11. bis 29. September 1978 nahm Wings eine Reihe von Songs auf Lympne Castle in Kent, England, auf. Zu den Songs, an denen gearbeitet wurde, gehörte auch ein Demo von Rockestra Theme. Paul McCartney hatte die Idee das Lied mit vielen bekannten Musikern gemeinsam einzuspielen.
Die Rockestra Theme-Session wurde im Wesentlichen am 3. Oktober 1978 aufgenommen und umfasste einige der bekanntesten Rockmusiker Großbritanniens, dazu gehörten David Gilmour von Pink Floyd, Hank Marvin von The Shadows, Pete Townshend von The Who, John Bonham und John Paul Jones von Led Zeppelin, Ronnie Lane und Kenney Jones von The Faces sowie weitere Künstler. Keith Moon von The Who war ebenfalls eingeladen gewesen, verstarb aber kurz vor der Session. Ringo Starr lehnte die Einladung ab, da er sich nicht in Großbritannien befand. Die Gitarristen Eric Clapton und Jimmy Page kamen ebenfalls nicht. Jeff Beck wollte ein Vetorecht über seine eigenen Gitarrenparts haben, woraufhin McCartney seine Einladung zurückzog.
Paul McCartney spielte den versammelten Musikern zunächst die Lympne-Aufnahme von Rockestra Theme vor, bevor er eine Stunde lang mit der Gruppe probte. McCartney sagte im Nachhinein über die Aufnahme: „Es ist erstaunlich, wie eng sie alle zusammengespielt haben. Bei Leuten wie Pete Townshend, Gary Brooker, Hank Marvin, Ronnie Lane, Ray Cooper und Dave Gilmour hätte man einen raueren, weniger kontrollierten Sound erwartet. Aber es kam nicht so. Wenn man 14 Rockmusiker zum ersten Mal zusammenbringt, können sie unglaublich tight sein.“
So Glad To See You Here wurde während der Session mit der gleichen Besetzung aufgenommen.
Die Aufnahmesession zu Rockestra Theme wurde filmisch festgehalten. Unter der Regie von Bruce Chattington wurde der Film mit 35-mm-Kameras von Panavision gedreht. 1980 wurde daraus ein 43-minütiger Film mit dem Titel Rockestra hergestellt. Am 12. Juni 1979 Uhr gab McCartney eine Pressekonferenz im Studio Zwei der Abbey Road Studios. Das Album wurde geladenen Gästen und Reportern vorgespielt, denen auch eine gekürzte 15-minütige Version des Rockestra-Films gezeigt wurde.
Rockestra Theme erschien im August 1979 als Single und war in Frankreich und den Niederlanden die zweite Singleauskopplung aus dem Album Back to the Egg. In Großbritannien, den USA und Deutschland wurde die Single nicht veröffentlicht. In Frankreich war es auch die Titelmelodie der Radio-Musiksendung Chlorophylle.
Vom 23. November bis zum 17. Dezember 1979 begaben sich die Wings auf Tournee durch Großbritannien mit 19 Konzerten. Im Hammersmith Odeon fanden vom 26. bis zum 29. Dezember 1979 von Paul McCartney und Kurt Waldheim, Generalsekretär der UNO, vier Wohltätigkeitskonzerte für die Einwohner von Kambodscha statt. Im Rahmen dieser Konzertreihe gaben die Wings am 29. Dezember 1979 ihr letztes Konzert. Zwei Versionen von Rockestra Theme wurden mit vielen der Originalmusiker aufgeführt, darunter John Paul Jones, John Bonham und Pete Townshend. Weitere Künstler waren Robert Plant, Dave Edmunds und Rockpile, Billy Bremner und James Honeyman-Scott. Die meisten Musiker trugen bei dieser Aufführung silberne Anzüge, außer Pete Townshend der sich weigerte.
Im Jahr 1980 wurde Rockestra Theme mit einem Grammy in der Sparte „Best Rock Instrumental Performance“ ausgezeichnet.

## Aufnahme
Die Aufnahmen von Rockestra Theme erfolgten am 3. Oktober 1978 zwischen 10:30 und 18:30 Uhr in den Londoner Abbey Road Studios. Paul McCartney und Chris Thomas waren die Produzenten, Phil McDonald und Mark Vigars waren die Toningenieure der Aufnahmen. Overdubs wurden am folgenden Tag und später im Oktober 1978 eingespielt, dazu gehörten die Bläser-Overdubs sowie eine zusätzliche Gitarrenbegleitung von Martin Jenner sowie der Gesangspart von McCartney.
Besetzung:
- Paul McCartney: Hintergrundgesang, Klavier, E-Bass
- Linda McCartney: Hintergrundgesang, Hammondorgel
- Denny Laine, Laurence Juber, David Gilmour, Hank Marvin, Pete Townshend, Martin Jenner: E-Gitarre, Hintergrundgesang
- John Paul Jones: E-Bass, Klavier, Hintergrundgesang
- Ronnie Lane, Bruce Thomas: E-Bass, Hintergrundgesang
- Gary Brooker: Klavier, Hintergrundgesang
- Tony Ashton: Keyboard, Hintergrundgesang
- Steve Holley, John Bonham, Kenney Jones: Schlagzeug, Hintergrundgesang
- Speedy Acquaye, Tony Carr, Ray Cooper, Morris Pert: Perkussion, Hintergrundgesang
- Howie Casey, Thaddeus Richard: Saxophon
- Tony Dorsey: Posaune
- Steve Howard: Flügelhorn
- Unbekannte Musiker: Blasinstrumente

## Coverversionen
Es gibt mindestens zwei Coverversionen von Rockestra Theme.
Duane Eddy nahm am 4. Februar 1987 im Paul McCartneys eigenem Hog Hill Studio seine Version von Rockestra Theme auf. McCartney war der Produzent, John Jacobs und Matt Howe waren die Toningenieure der Aufnahmen. Die Abmischung erfolgte am 5. Februar.
Besetzung:
- Duane Eddy: E-Gitarre
- Paul McCartney: E-Bass, Hintergrundgesang
- Phil Pickett: Klavier, Hintergrundgesang
- Nick Glennie-Smith: Keyboard, Synthesizer, Hintergrundgesang
- Charlie Morgan: Schlagzeug, Hintergrundgesang
- Jim Horn: Tenorsaxophon

Rockestra Theme erschien von Duane Eddy am 21. September 1987 als 7″-Vinyl-Single und 12″-Vinyl-Single

## Veröffentlichung
- Am 8. Juni 1979 erschien in Großbritannien (USA: 11. Juni) das Album Back to the Egg auf dem sich Rockestra Theme befindet.
- In Frankreich und den Niederlanden erschien im November 1979 als zweite Singleauskopplung Rockestra Theme / Old Siam, Sir.[7][8]
- Im März 1981 wurde die Doppel-Vinyl-LP Concert for the People of Kampuchea veröffentlicht, auf der sich eine Liveversion von Rockestra Theme befindet.[9]
- Rockestra Theme erschien am 7. Mai 2001 auf dem Kompilationsalbum auf Wingspan: Hits and History.